# Niangoloko (département)
Niangoloko est un département du Burkina Faso situé dans la province de la  Comoé et dans la région des Cascades. La population totale est estimée en 2003 à 45 971 habitants.

## Communes
Les communes rurales du département de Niangoloko sont :
- Niangoloko (20 000 habitants), chef-lieu
- Boko	(2 633 habitants)
- Dangouindougou	(1 781 habitants)
- Diéfoula	(1 248 habitants)
- Folonzo (1 618 habitants)
- Kakoumana	(1 310 habitants)
- Karaborosso (1 119 habitants)
- Kimini (3 449 habitants)
- Koutoura	(2 214 habitants)
- Mitiéridougou	(2 464 habitants)
- Nofesso	(1 838 habitants)
- Ouangolodougou	(3 523 habitants)
- Tierkora	(1 134 habitants)
- Timperba	(2 896 habitants)
- Toundoura	(1 105 habitants)
- Yendéré	(2 851 habitants)